# Tuscia et Umbria
La Tuscia et Umbria era una suddivisione amministrativa dell'Impero romano, nata a seguito della riforma delle province promulgata dall'imperatore Diocleziano.
Formata dall'unione delle precedenti Regio VI Umbria e Regio VII Etruria, fece parte della dioecesis Italiciana e successivamente (a seguito della riforma di Costantino I) del vicariato dell'Italia Suburbicaria; fino al 366 circa fu retta da un Corrector, poi da un Consularis.

## Istituzione
Con una riforma delle divisioni amministrative dell'Italia, nel 297 l'imperatore Diocleziano, accorpò gran parte della Regio VI Umbria alla Regio VII Etruria costituendo così la provincia denominata Tuscia et Umbria, mentre unì la parte orientale della VI Umbria al Piceno a formare la Flaminia et Picenum. Tale regione rientrava nella dioecesis Italiciana.
Nel 314, sotto Costantino I, la dioecesis Italiciana fu suddivisa in due partizioni amministrative o vicariati, ognuna governata da un vicarius: l'Italia Suburbicaria e l'Italia Annonaria; la Tuscia et Umbria ricadde sotto l'amministrazione dell'Italia Suburbicaria.
A causa del malcontento popolare per l'unione di fatto dell'Umbria all'Etruria sotto un unico Corrector, nel 333 Costantino concesse una forma di autonomia all'Umbria con l'editto denominato «Rescritto di Costantino» dato ad Hispellum (e qui conservato presso il palazzo civico), che inoltre poneva la capitale religiosa dell'Umbria al Clitumno.
A partire dal 366 circa i governatori della regione smettono di ricevere il titolo di Corrector per usare quello di Consularis.
La provincia continuò ad esistere anche dopo la caduta dell'Impero romano d'Occidente. Odoacre prima e i re ostrogoti poi, che governavano l'Italia come patrizi e magistri militum praesentalis dell'Imperatore d'Oriente, mantennero la prefettura del pretorio, le diocesi e le province, continuando ad affidarne il governo a cittadini romani facenti parte dell'aristocrazia italica. In seguito alla riconquista di Giustiniano I, conseguita dopo una devastante guerra contro gli Ostrogoti durata oltre un ventennio, l'Italia entrò a far parte dell'Impero d'Oriente. Nel 554 la Prammatica Sanzione stabilì che la provincia sarebbe stata governata da uno Iudex Provinciae eletto localmente dai vescovi e dai notabili della provincia. Si ritiene, sulla base della testimonianza di Paolo Diacono, che in età bizantina la provincia avesse assunto la denominazione di Tuscia. Paolo Diacono la descrive così:
(Paolo Diacono, Historia Langobardorum, II, 16.)
La conquista longobarda della Tuscia, portata avanti durante il periodo dei duchi, nel corso degli anni settanta del VI secolo, provocò la soppressione della provincia. I Bizantini riuscirono a conservare nella provincia soltanto un modesto "corridoio" lungo la via Amerina il cui possesso era fondamentale per garantire le comunicazioni tra Roma e Ravenna, nonché la parte meridionale, da allora detta Tuscia romana in quanto aggregata al ducato romano. I territori della Tuscia et Umbria conquistati dai Longobardi entrarono a far parte invece del ducato di Tuscia e del ducato di Spoleto.

## Governatori
Correctores
- Gaio Vettio Cossinio Rufino
- Gaio Giulio Rufiniano Ablabio Taziano
- 342: Lucio Turcio Aproniano signo Asterio
- Giulio Ebulida
- Giulio Festo Imezio
- 355: Dinamio
- Vettio Agorio Pretestato
- Publio Publilio Ceionio Giuliano
- 362: Ausonio